# Hartwig von Stiten (Politiker, † 1635)
Hartwig von Stiten (* in Lübeck; † 26. Mai 1635 ebenda) war ein deutscher Kaufmann und Ratsherr der Hansestadt Lübeck.

## Leben
Hartwig von Stiten war Sohn des Ratsherrn Jürgen von Stiten († 1612). Er wurde 1597 Mitglied der patrizischen Zirkelgesellschaft. Als Kaufmann ist er 1611 als Mitglied der Rigafahrer in Lübeck belegt. 1619 wurde er in den Lübecker Rat berufen und war dort 1634/1635 als Kämmereiherr tätig. Hartwig von Stiten war Besitzers des Gutes Schönböken und eines Hofes in Krempelsdorf. Sein Wappen befand sich in der Lübecker Marienkirche.